# Electrocoryssopus andrushchenkoi
Electrocoryssopus andrushchenkoi (лат.) — ископаемый вид жесткокрылых насекомых, единственный в составе рода Electrocoryssopus и трибы Electrocoryssopini из семейства долгоносики (Curculionidae). Обнаружены в эоценовом балтийском янтаре.

## Описание
Длина тела без рострума 2,1 мм; длина рострума 0,9 мм. Тело чёрное, покрыто редкими светлыми волосками. Глаза крупные, выпуклые. Рострум длинный, довольно тонкий, слегка изогнутый, мелко пунктированный. Рострум в 1,2 раза длиннее переднеспинки, в 7,2 раза шире вершины и середины, в 6,1 раза шире основания. Усиковые бороздки отчётливые. Виски немного длиннее глаз. Вертекс уплощенный, почти гладкий. Скапус длинный, но немного не достигает глаза. Усики коленчатые. Жгутик 7-члениковый. Второй-восьмой членики антенны конические. Длина первого антенномера в 6,8 раза больше его ширины на вершине. Второй антенномер в 2,1 раза больше его ширины на вершине, 0,4 от ширины скапуса. Скутеллюм почти квадратный, едва выступает над надкрыльями. Надкрылья отчётливо выпуклые, почти равны на уровне плечевых краёв основанию переднеспинки. Простернум без рострального канала. Метанэпистернум длинный и узкий. Ноги длинные и тонкие. Передние тазики конические. Бёдра слегка утолщены, без зубцов. Голени почти прямые, узкие и длинные, без мукро. Первый и второй тарзомеры трапециевидные. Третий тарзомер двулопастной. Коготки лапок широко расставлены, с тупыми зубцами. Обнаружены в эоценовом балтийском янтаре (Калининградская область, Россия).

## Систематика и этимология
Вид был впервые описан в 2023 году российским энтомологом Андреем Александровичем Легаловым (Институт систематики и экологии животных Сибирского отделения Российской академии наук, Новосибирск, Россия) и выделен в монотипические род Electrocoryssopus и трибу Electrocoryssopini в составе подсемейства Conoderinae. Триба Electrocoryssopini похожа на трибы Coryssopodini и Sphadasmini метанэпистернумом, сужающимся к метакоксам и почти равным по длине второму или четвёртому брюшным вентритам, но отличается отсутствием рострального канала в простернуме, слабо выпуклыми крупнофасеточными глазами, бёдрами без зубцов, голенями без ункуса. Родовое название происходит от латинского слова electrum (янтарь) и родового названия Coryssopus (типовой род сходной трибы Coryssopodini). Вид назван в честь К. В. Андрющенко (Калининград), предоставившего типовой материал для описания.